# TI-86
La TI-86 est une calculatrice graphique programmable commercialisée par Texas Instruments.
Elle peut être programmée en TI-Basic et en assembleur Z80.